# Sittensen
Sittensen település Németországban, azon belül Alsó-Szászország tartományban. Lakosainak száma 6261 fő (2023. december 31.). Sittensen Bremervörde és Schneverdingen községekkel határos.

## Népesség
A település népességének változása:
| Lakosok száma | 5505 | 5783 | 5901 | 5899 | 5968 | 6102 | 6261 |
|               | 2010 | 2016 | 2017 | 2019 | 2021 | 2022 | 2023 |